# Kaizu, Gifu
Kaizu (海津市 Kaizu-shi)　là một thành phố thuộc tỉnh Gifu, Nhật Bản.